# Holtedahl Peaks
Holtedahl Peaks är en bergstopp i Antarktis. Den ligger i Östantarktis. Norge gör anspråk på området. Toppen på Holtedahl Peaks är 1 596 meter över havet.
Terrängen runt Holtedahl Peaks är kuperad västerut, men österut är den platt.  Trakten är obefolkad. Det finns inga samhällen i närheten. 